# Southwestern Oklahoma State University
La Southwestern Oklahoma State University est une université publique américaine située à Weatherford, Oklahoma. Elle possède un campus à Sayre (Oklahoma) et fut fondée en 1901.